# Fantastic world
「fantastic world」（ファンタスティック ワールド）は、日本の音楽グループLOVE PSYCHEDELICOの9枚目のシングルである。2004年12月8日発売。発売元はビクターエンタテインメント。

## 概要
- PV監督は小関亜紀。
- CD EXTRA仕様で「fantastic world」のPVが収録。

## 収録曲
| 全作詞・作曲・編曲: LOVE PSYCHEDELICO。 |                     |                   |                   |      |
| #                                       | タイトル            | 作詞              | 作曲・編曲        | 時間 |
| 1.                                      | 「fantastic world」 | LOVE PSYCHEDELICO | LOVE PSYCHEDELICO | 4:57 |
| 2.                                      | 「romance」         | LOVE PSYCHEDELICO | LOVE PSYCHEDELICO | 3:15 |

## 収録アルバム
- ベスト『Early Times』（2007年6月27日）
- ベスト『This is LOVE PSYCHEDELICO』（2008年6月18日）